# Nemyriv
Nemyriv (en ukrainien : Немирів) ou Nemirov (en russe : Немиров) est une ville de l'oblast de Vinnytsia, en Ukraine, et le centre administratif du raïon de Nemyriv. Sa population s'élevait à 11 000 habitants en 2024.

## Géographie
Nemyriv est située à 40 km au sud-est de Vinnytsia et à 204 km au sud-ouest de Kiev.

## Histoire
Nemyriv est bâtie sur le site de l'ancienne colonie scythe de Myriv, détruite pendant l'invasion mongole de la Russie. Elle est mentionnée pour la première fois sous son nom moderne en 1506. La localité est le théâtre d'événements des guerres cosaques au XVIIe siècle. Elle est aux mains d'Andriï Abazyn entre 1702 et 1704. En 1737, un congrès avorté a lieu à Nemyriv, ayant pour objet la conclusion de la paix entre les empereurs de Russie, d'Autriche et de l'Empire ottoman, pour mettre un terme à la guerre russo-turque de 1735-1739.
Avant la Seconde Guerre mondiale, Nemyriv abrite une importante communauté juive. Au XIXe siècle, elle est un pôle du hassidisme de Bratslav, étant le lieu de naissance et de résidence de Nathan de Bratslav (« Reb Noson »), le premier disciple et scribe du rebbe Nahman de Bratslav. Après la mort de Nahman en 1810, Reb Noson s'établit à Bratslav pour y diffuser son enseignement.
D'après le recensement de 1939, 3 001 juifs vivent dans la ville, ils représentent 36,7% de la population totale. En septembre 1941, les Juifs sont enfermés dans un ghetto et contraints aux travaux forcés, ils construisent la route de Nemyriv à Gaysin. Le 24 novembre 1941, 2 680 sont massacrés dans une exécution de masse perpétrée par un Einsatzgruppen. Le 26 juin 1942, le ghetto est liquidé, 200 à 300 juifs sont envoyés en camps de travail et les autres (environ 500) sont assassinés sur place.

## Population
Recensements (*) ou estimations de la population :
| 1923* | 1926* | 1959* | 1970* | 1979*  |
| ----- | ----- | ----- | ----- | ------ |
| 6 029 | 6 941 | 6 773 | 9 689 | 10 998 |

| 1989*  | 2001*  | 2012   | 2013   | 2014   |
| ------ | ------ | ------ | ------ | ------ |
| 11 303 | 12 082 | 11 925 | 11 900 | 11 861 |

## Économie
Nemyriv est un centre industriel mineur, mais connu par la fabrication de la vodka Nemiroff de renommée mondiale.

## Transports
Nemyriv se trouve à 50 km de Vinnytsia par le chemin de fer et à 45 km par la route.

## Personnalités
- Marko Vovtchok (1833-1907), écrivaine ukrainienne.

Sont nés à Nemyriv :
- Theodosius Dobzhansky (1900-1975), généticien soviétique.
- Lioubov Hakkebush (1888-1947), actrice soviétique.
- Nikolaï Nekrassov (1821-1878), poète, écrivain, critique et éditeur russe.
- Leon Piccard (1843-1917), dessinateur et peintre polonais de descendance française.

## Galerie

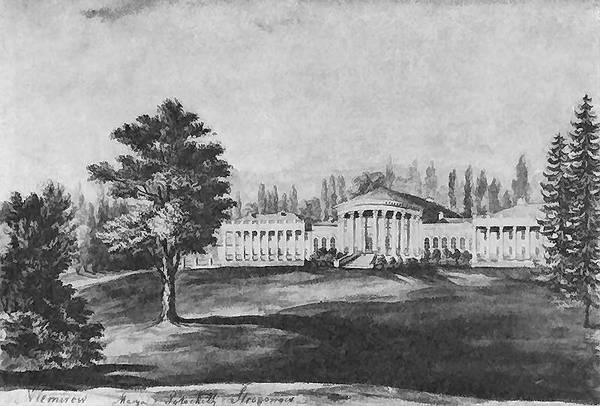
Napoleon Orda. Nemyriv
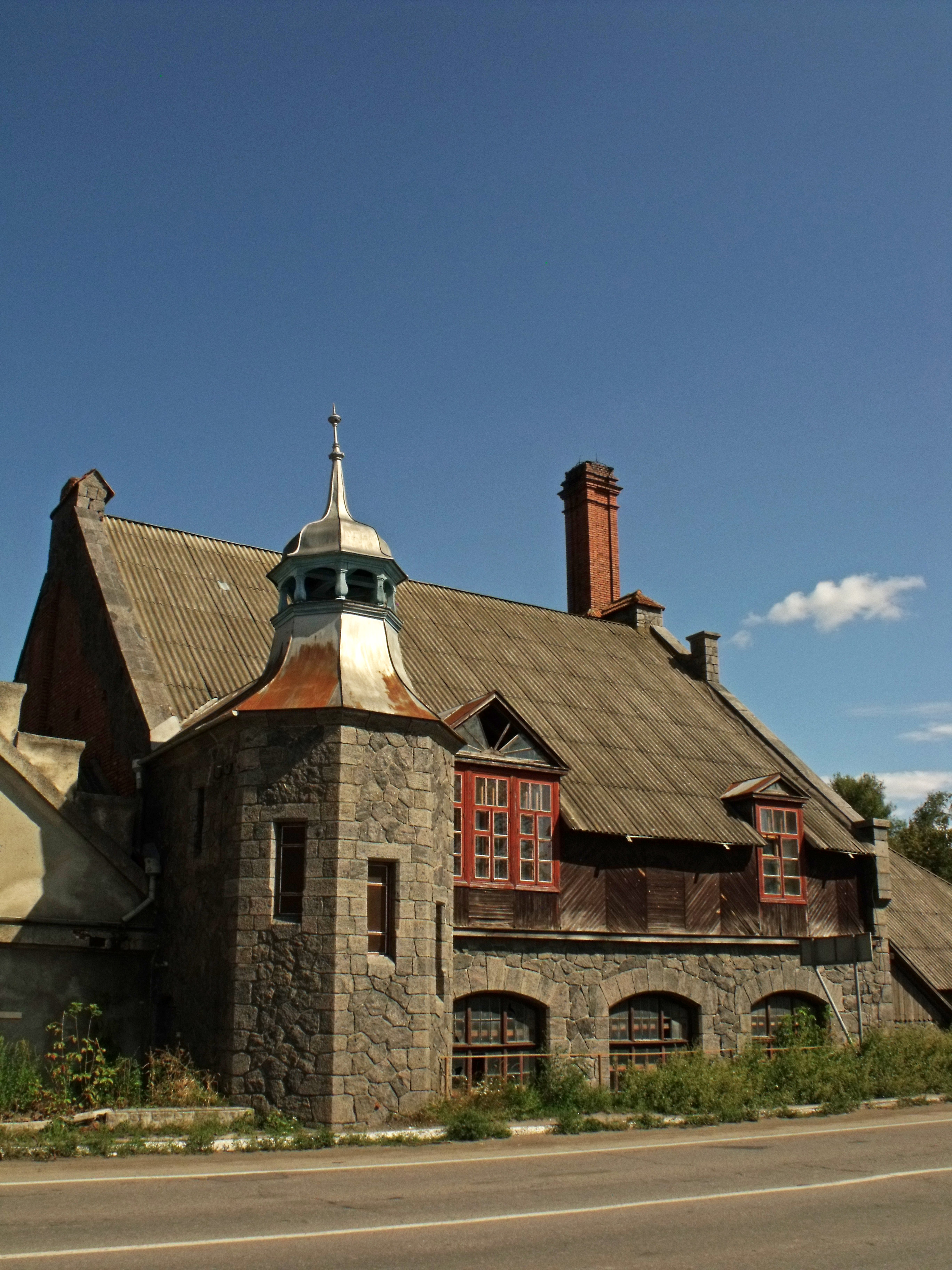
Vieux Moulin
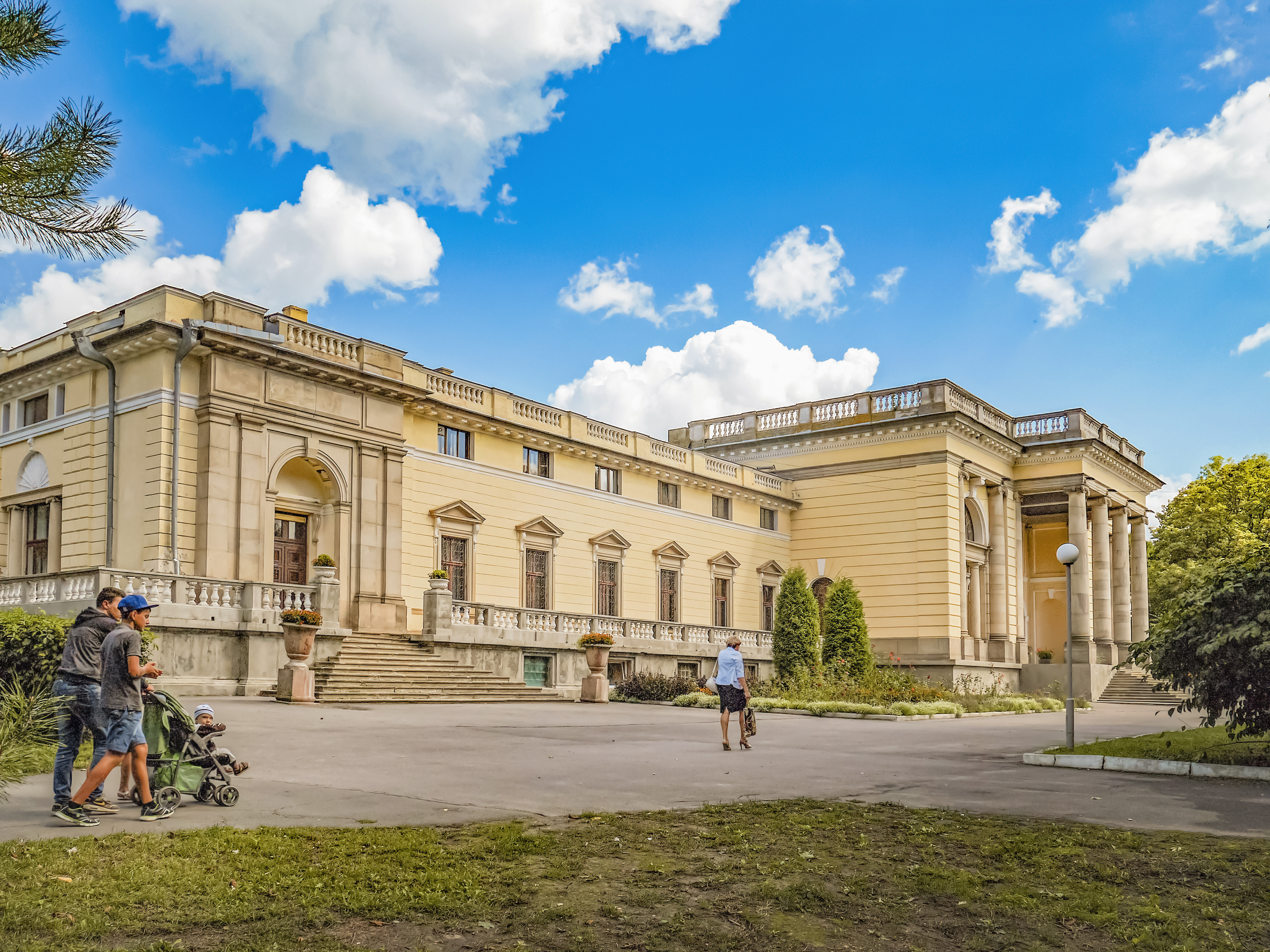
Palais Shcherbatov
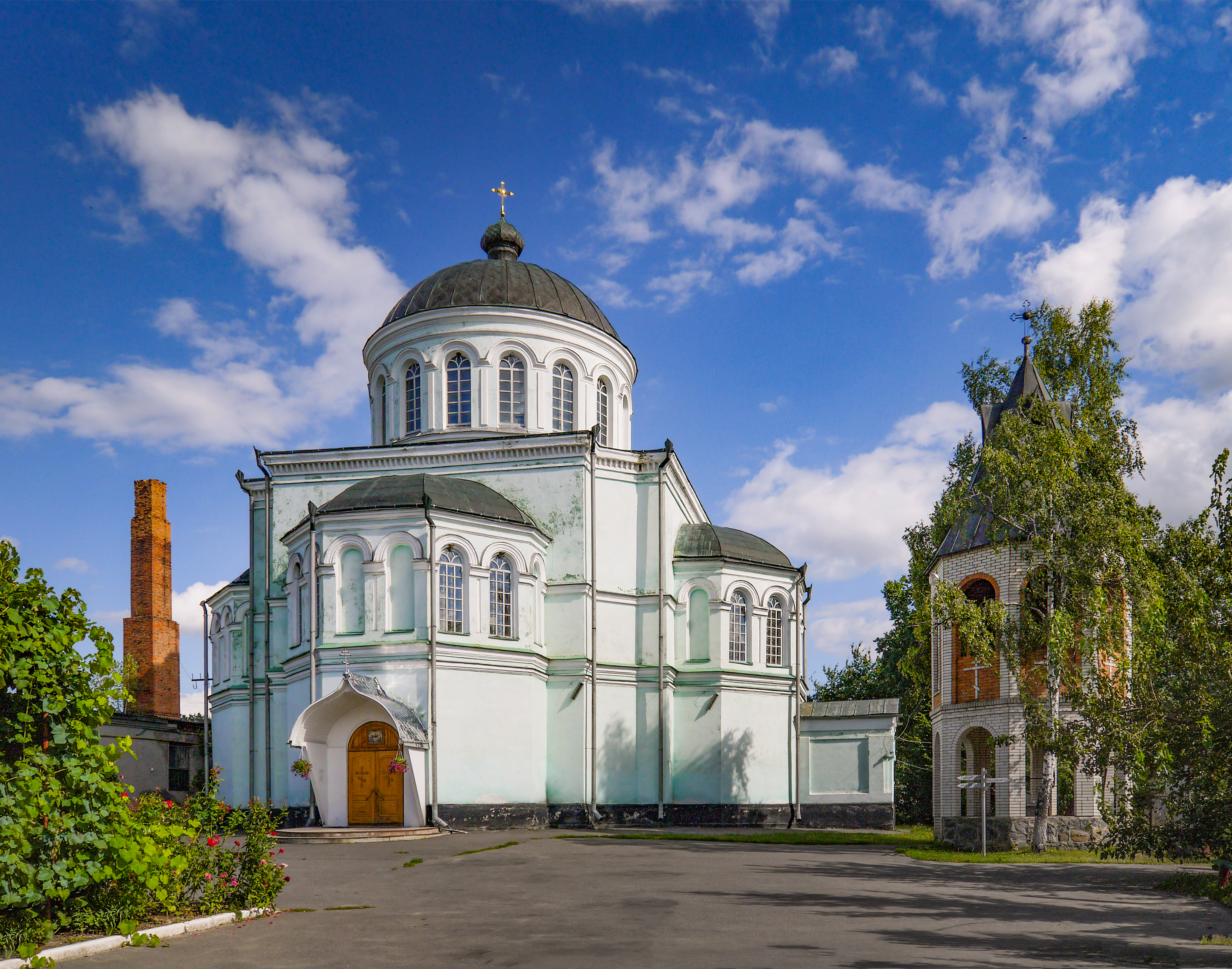
Monastère
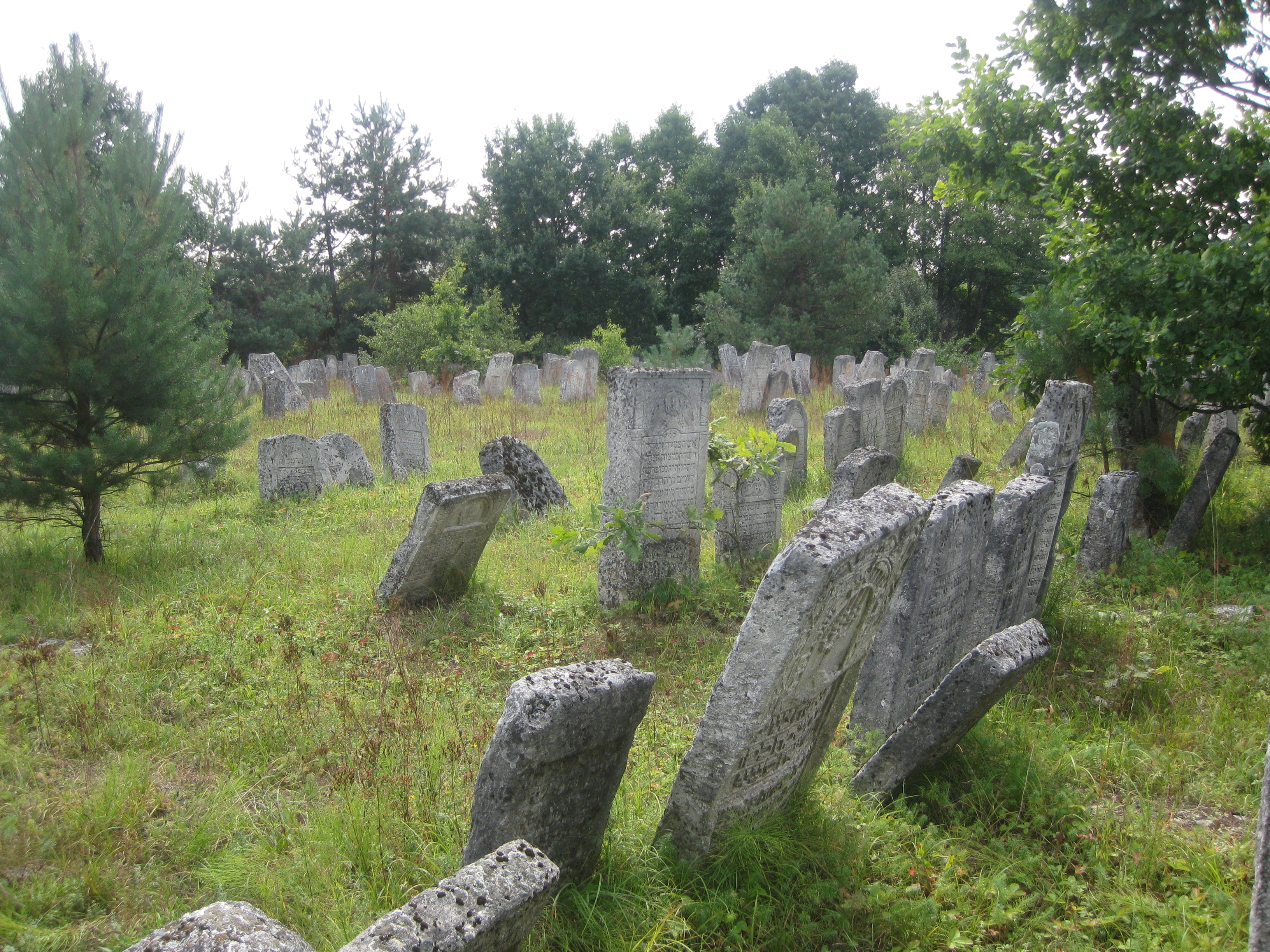
Ancien cimetière juif de la ville.
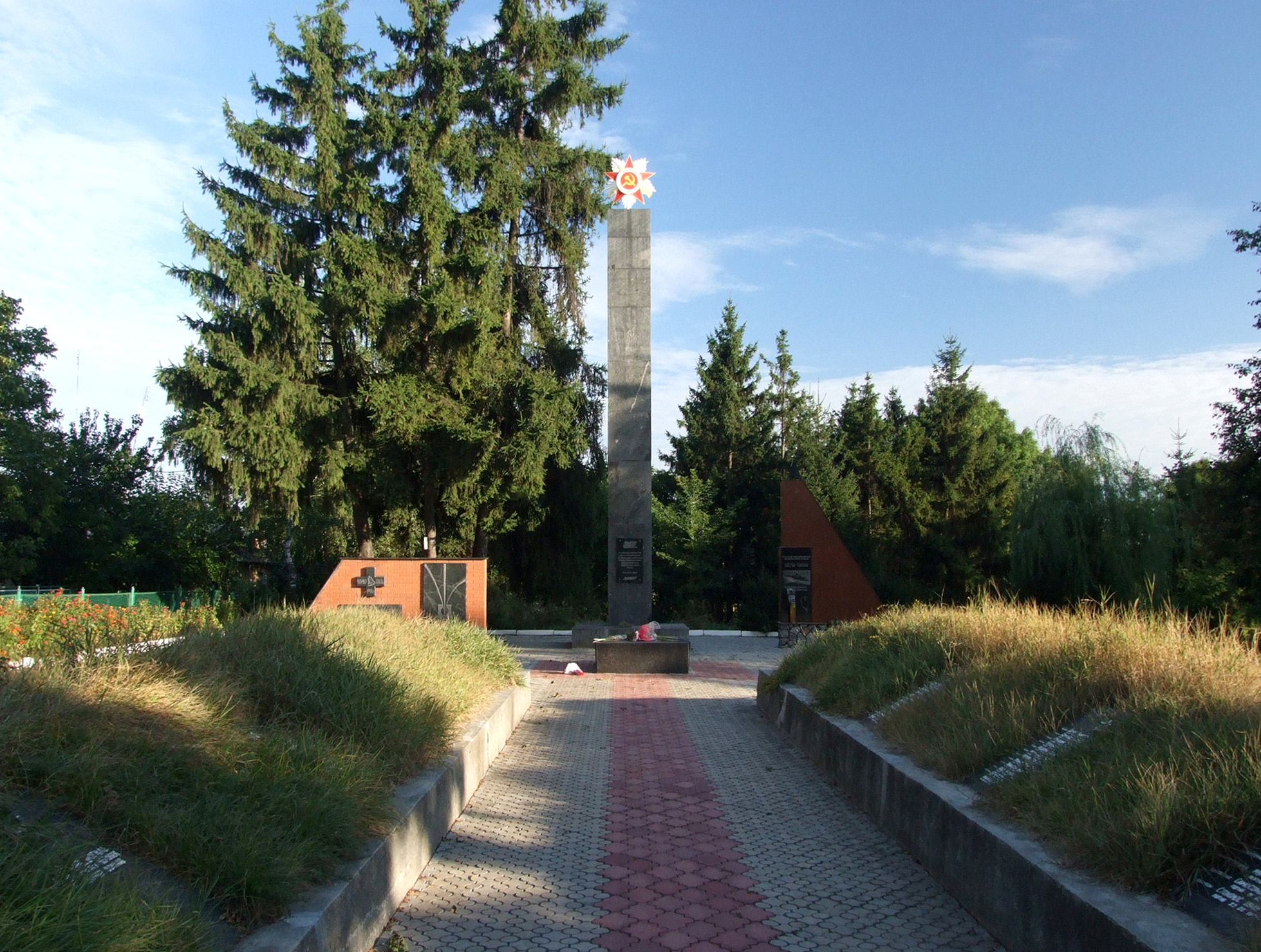
Mémorial sur le lieu de la fosse commune de la ville.